# Kosmos 21
Kosmos 21 (rusky Космос-21) je oficiální označení pro sovětskou vesmírnou sondu typu 3MV-1, výrobní číslo 1 (rusky 3МВ-1 №1).
Sondy řady 3MV-1 až -4 byly určeny pro výzkum Venuše a Marsu. Kosmos 21 byla první vypuštěná sonda svého typu. Cílem letu byla prověrka systémů sondy při letu v meziplanetárním prostoru, průlet nad odvrácenou stranou Měsíce a pořízení jejích vysoce kvalitních fotografií.
Sonda byla vynesena raketou Molnija z kosmodromu Bajkonur dne 11. listopadu 1963 v 6:23:35 UT. V důsledku chybné práce 4. stupně rakety (bloku L) sonda zůstala na oběžné dráze Země a 14. listopadu 1963 zanikla v atmosféře.